# Parc national de Mavrovo
Le parc national de Mavrovo (en macédonien : Национален парк Маврово) est situé dans le nord-ouest de la Macédoine du Nord, près de la frontière albanaise. Il porte le nom du village de Mavrovo qui se trouve dans la municipalité de Mavrovo et Rostoucha.
Le parc comprend des massifs comme les monts Šar, le mont Korab et une partie de la Bistra ainsi que la rivière Radika et des villages pittoresques comme Galitchnik. Le parc couvre 73 088 hectares et il a été établi par une loi adoptée le 3 mars 1952, afin de préserver et de mettre en valeur les richesses naturelles, historiques et ethnographiques de la région : c'est le plus grand parc national du pays.

## Description
Le paysage est très varié, il comprend des gorges, des sources, des forêts, des torrents et 17 lacs glaciaires. Les monts Šar et les monts Korab dépassent les hauteurs de 2700 m (le pic Korab, avec ses 2764 m, est le plus haut de Macédoine du Nord). Ces montagnes se distinguent par des chaînes de pics enneigés et déchiquetés et de larges plateaux herbeux en dessous d’eux. Entre les trois montagnes s’étend la gorge de Radika sur plus de 25 km. Des falaises verticales de plus de 300 m s’élèvent au-dessus des eaux de la rivière Radika.
La zone du parc contient d’autres phénomènes naturels intéressants : la cascade du Korab, la plus haute chute d'eau des Balkans (avec une chute verticale d’environ 120 m), des tourbières alpines dans les montagnes de Šar comme vestiges de l’ère glaciaire, un relief karstique rare (avec de belles grottes) dans les montagnes de Bistra, ainsi que de nombreux lacs glaciaires dans toute la zone alpine.
Le parc renferme également la station de ski de Zare Lazarevski et c'est une importante destination touristique macédonienne à la fois pour les activités sportives, la nature et la culture.

## Faune et flore
La faune et la flore sont elles aussi particulièrement riches et conservent des espèces rares de l'âge glaciaire. La végétation forestière diversifiée soutient une abondance d’animaux sauvages.  On peut voir des ours bruns, des loups, des lynx, des chèvres sauvages, des loutres et de nombreux cerfs. Plus important encore, le parc national de Mavrovo est l’un des trois habitats restants du lynx européen. Une population de 60 spécimens de cette espèce presque éteinte vit principalement dans les zones ouest et centrale du parc.
Plus de 140 espèces d’oiseaux (dont certaines très rares, comme les faucons, les aigles et les vautours) prospèrent dans les zones boisées du parc.

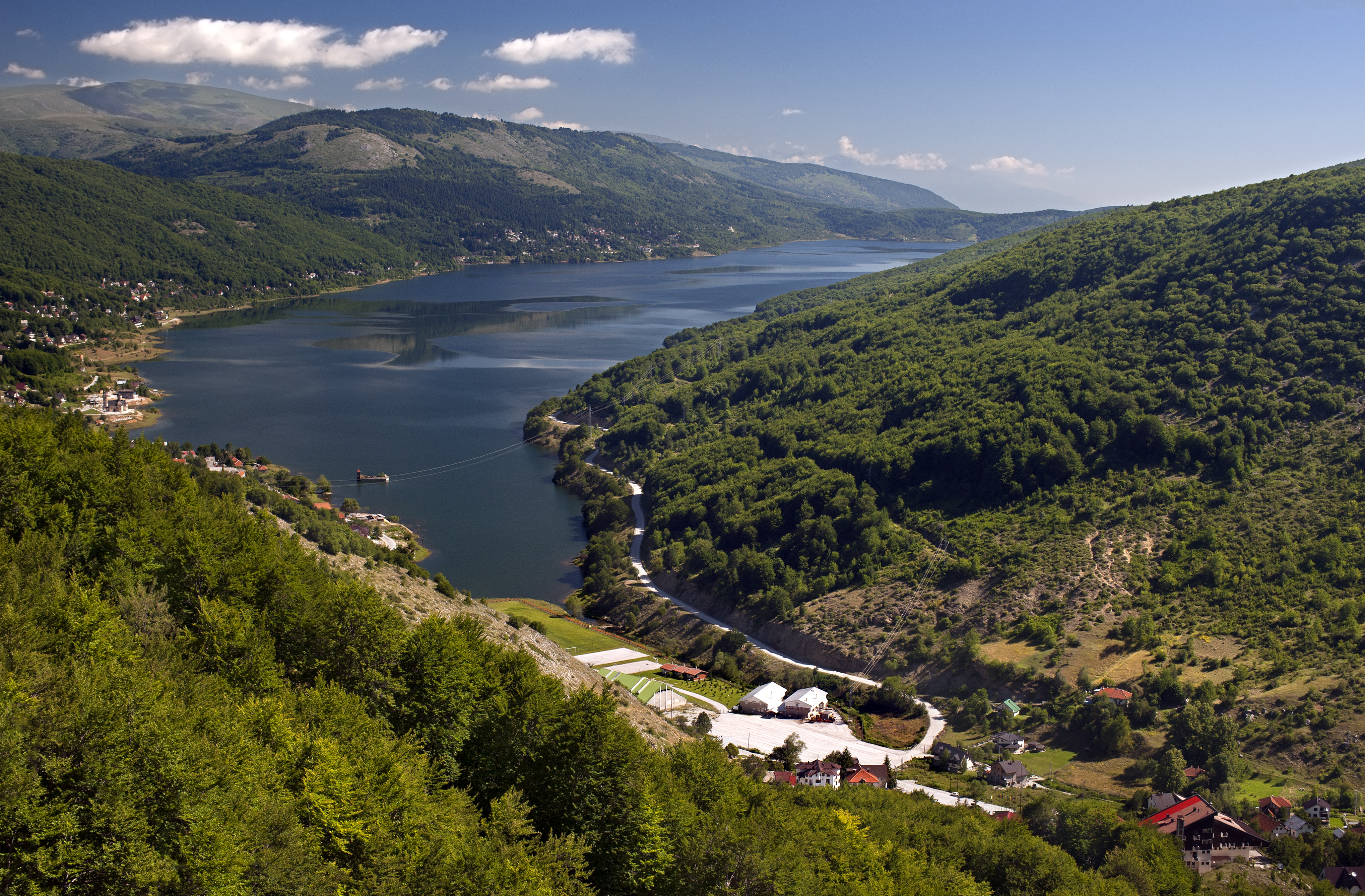
Le lac de Mavrovo.
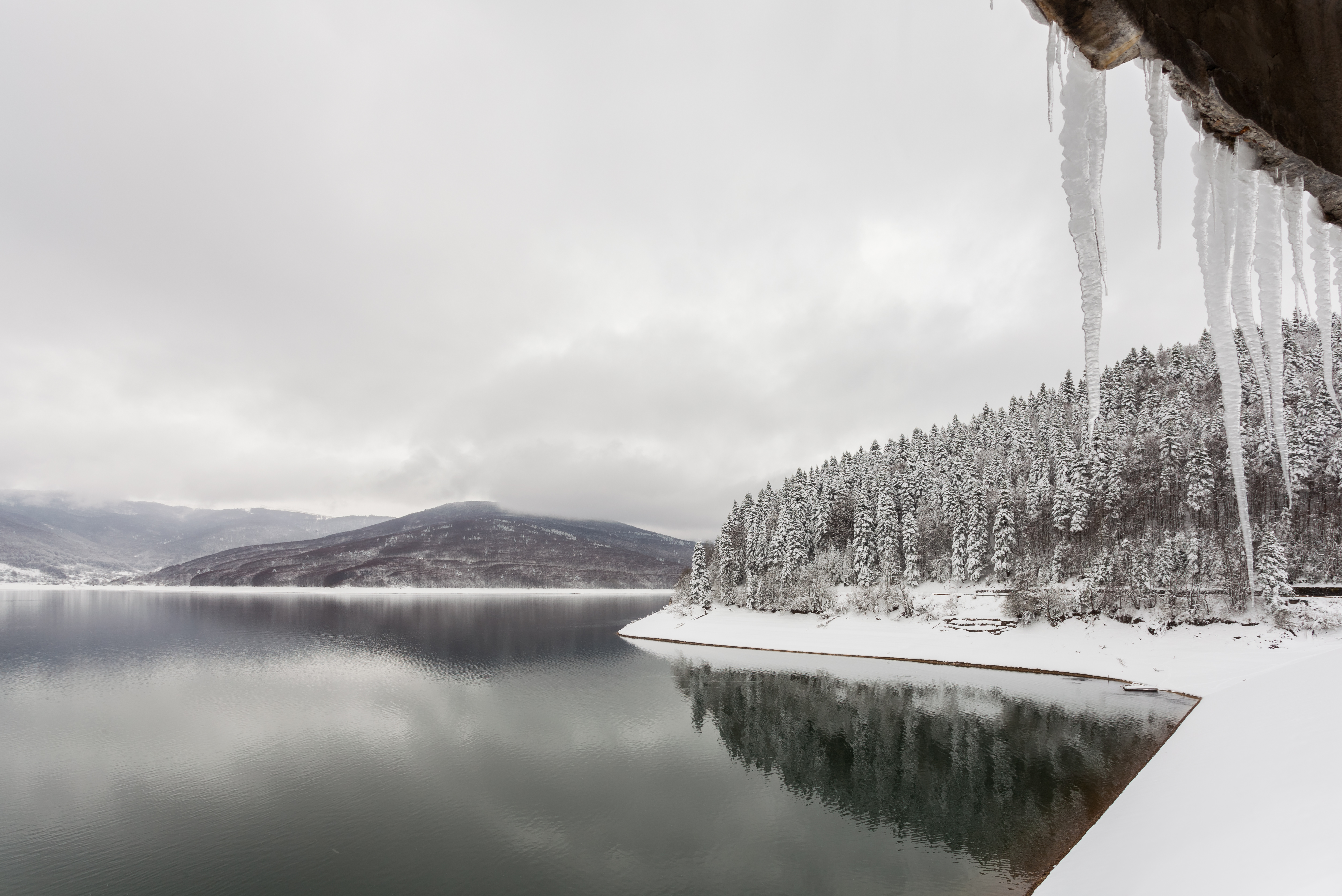
Le lac en hiver.
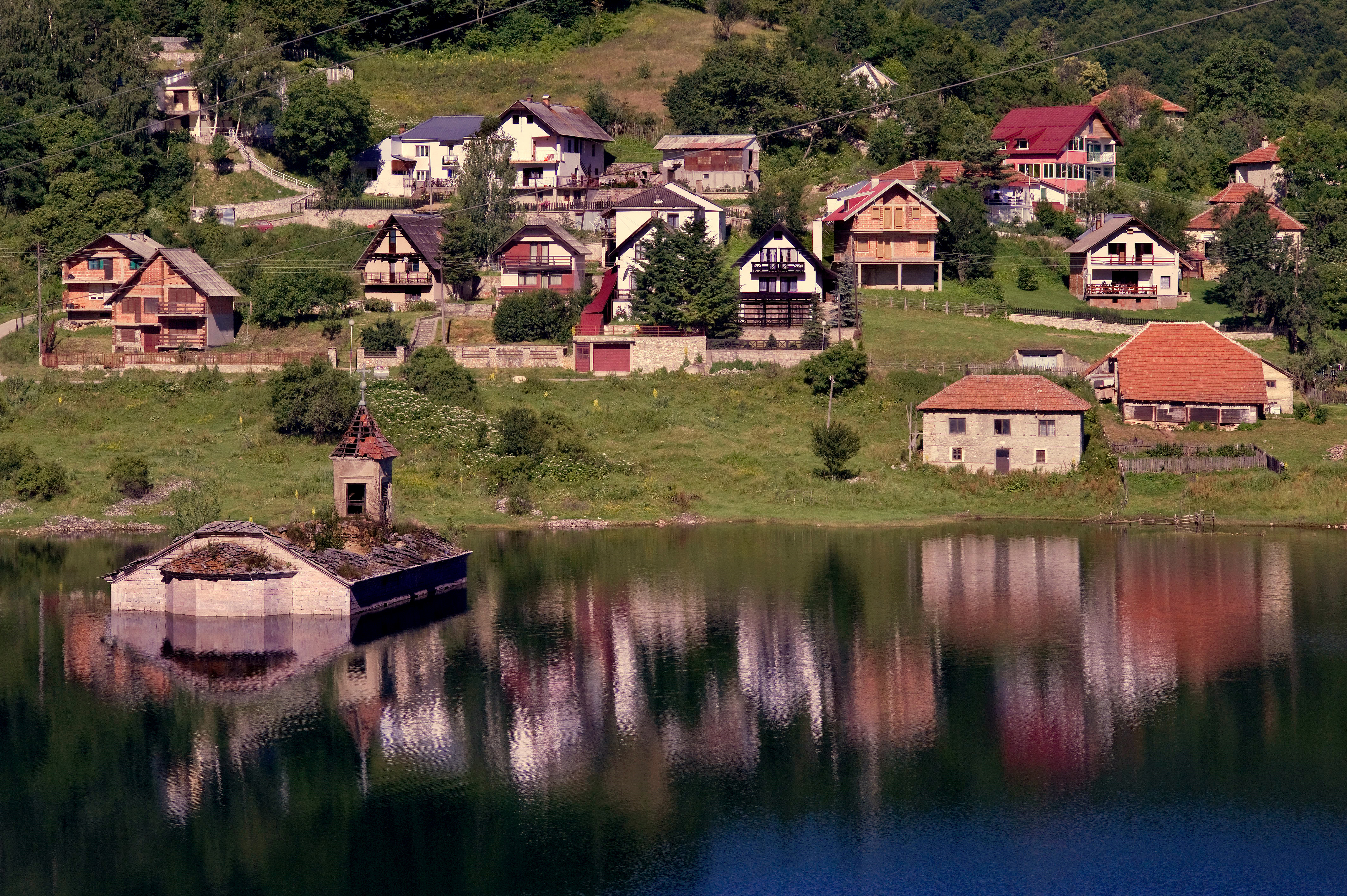
Le village de Mavrovo au bord du lac.
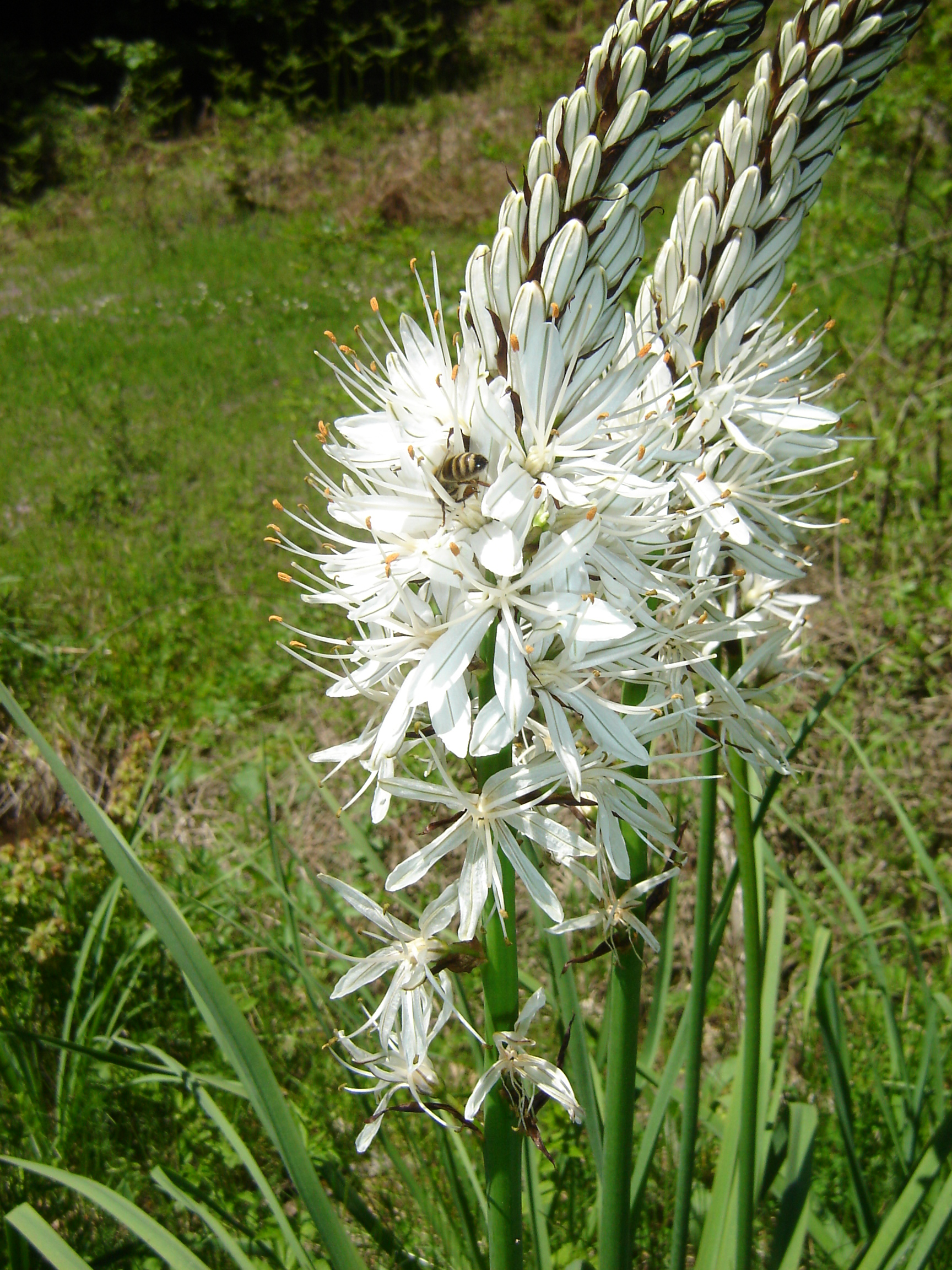
Des asphodèles dans le parc.
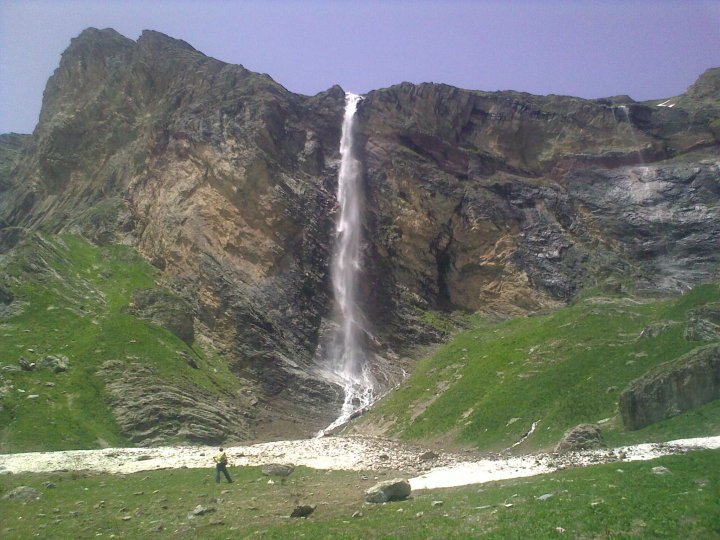
La cascade du Korab.
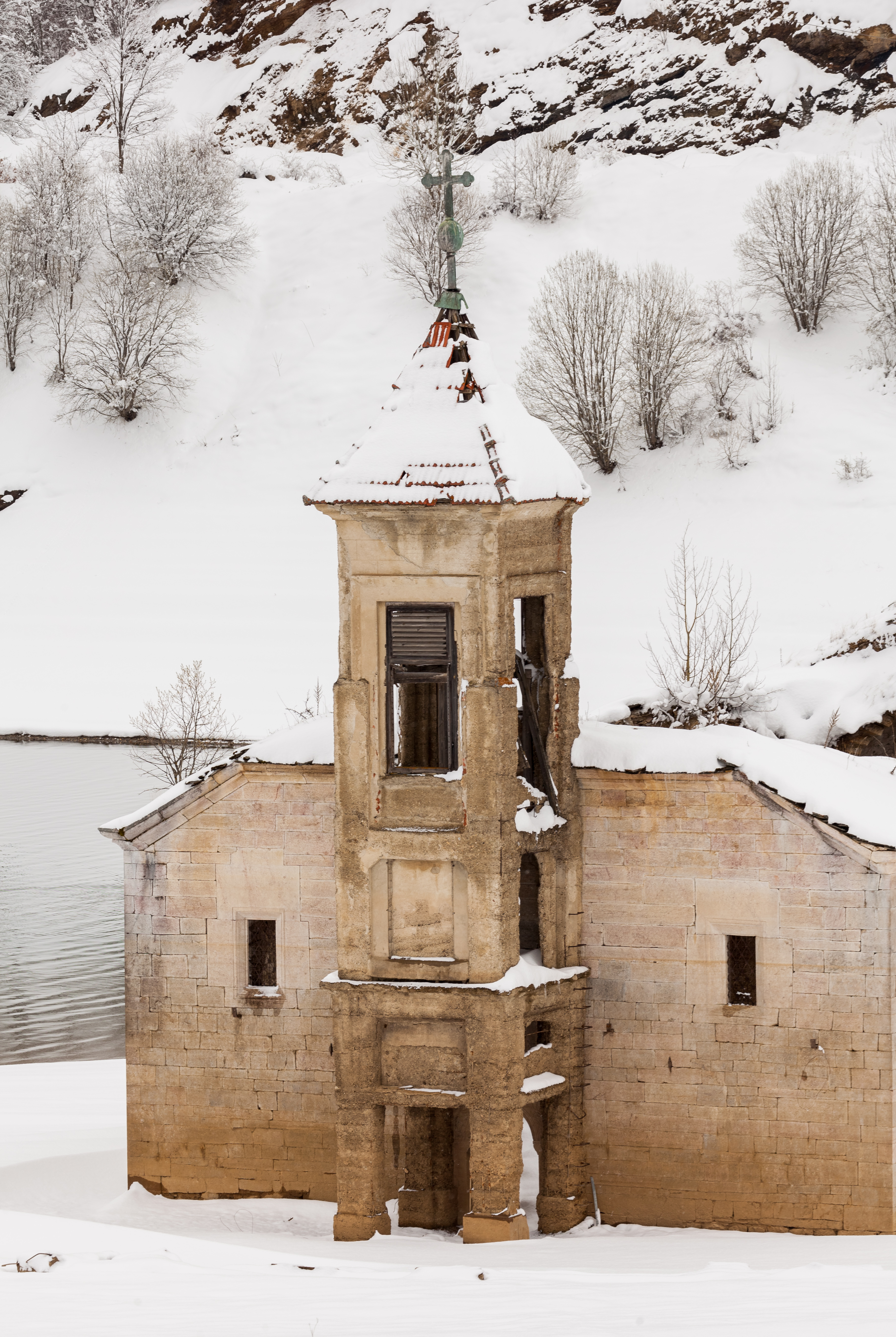
Église de St Nicholas
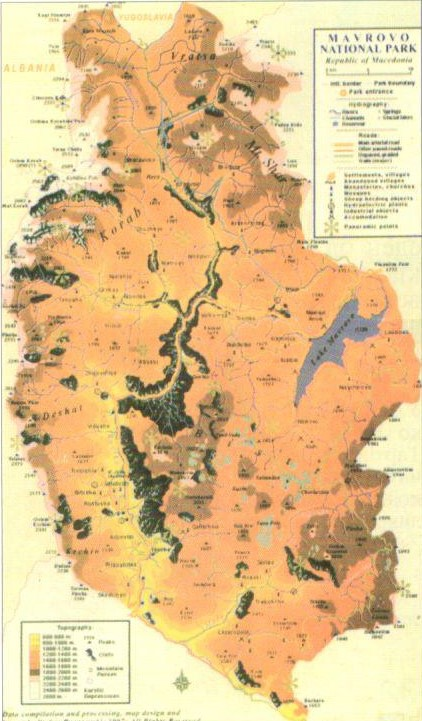
Carte du Parc national de Mavrovo